# Gran Premio di superbike di Portimão 2019
Il Gran Premio di superbike di Portimão 2019 è stato la decima prova su tredici del campionato mondiale Superbike 2019, disputata il 7 e l'8 settembre all'Autódromo Internacional do Algarve. In gara 1 la vittoria è andata a Jonathan Rea davanti a Chaz Davies e Michael van der Mark, la gara Superpole è stata vinta da Jonathan Rea davanti a Álvaro Bautista e Alex Lowes, gara 2 è stata vinta da Álvaro Bautista che ha preceduto Jonathan Rea e Toprak Razgatlıoğlu.
La vittoria nella gara valevole per il campionato mondiale Supersport 2019 è stata ottenuta da Federico Caricasulo, mentre la gara del campionato mondiale Supersport 300 2019 è stata vinta da Scott Deroue.

## Risultati

### Gara 1

#### Arrivati al traguardo
| Pos. | Nº | Pilota                | Squadra                  | Motocicletta         | Giri | Tempo     | Griglia | Punti |
| ---- | -- | --------------------- | ------------------------ | -------------------- | ---- | --------- | ------- | ----- |
| 1º   | 1  | Jonathan Rea          | Kawasaki Racing          | Kawasaki ZX-10RR     | 20   | 34'19.341 | 1º      | 25    |
| 2º   | 7  | Chaz Davies           | Aruba.it Racing - Ducati | Ducati Panigale V4 R | 20   | +3.891    | 12º     | 20    |
| 3º   | 60 | Michael van der Mark  | Pata Yamaha              | Yamaha YZF R1        | 20   | +6.168    | 10º     | 16    |
| 4º   | 19 | Álvaro Bautista       | Aruba.it Racing - Ducati | Ducati Panigale V4 R | 20   | +8.564    | 6º      | 13    |
| 5º   | 91 | Leon Haslam           | Kawasaki Racing          | Kawasaki ZX-10RR     | 20   | +8.877    | 4º      | 11    |
| 6º   | 54 | Toprak Razgatlıoğlu   | Turkish Puccetti Racing  | Kawasaki ZX-10RR     | 20   | +10.404   | 13º     | 10    |
| 7º   | 22 | Alex Lowes            | Pata Yamaha              | Yamaha YZF R1        | 20   | +13.495   | 5º      | 9     |
| 8º   | 11 | Sandro Cortese        | GRT Yamaha               | Yamaha YZF R1        | 20   | +21.345   | 3º      | 8     |
| 9º   | 33 | Marco Melandri        | GRT Yamaha               | Yamaha YZF R1        | 20   | +21.582   | 8º      | 7     |
| 10º  | 21 | Michael Ruben Rinaldi | Barni Racing             | Ducati Panigale V4 R | 20   | +22.486   | 11º     | 6     |
| 11º  | 81 | Jordi Torres          | Pedercini Racing         | Kawasaki ZX-10RR     | 20   | +22.701   | 7º      | 5     |
| 12º  | 28 | Markus Reiterberger   | BMW Motorrad             | BMW S1000 RR         | 20   | +27.132   | 9º      | 4     |
| 13º  | 66 | Tom Sykes             | BMW Motorrad             | BMW S1000 RR         | 20   | +34.484   | 2º      | 3     |
| 14º  | 36 | Leandro Mercado       | Orelac Racing VerdNatura | Kawasaki ZX-10RR     | 20   | +36.612   | 16º     | 2     |
| 15º  | 13 | Takumi Takahashi      | Moriwaki Althea Honda    | Honda CBR1000RR      | 20   | +46.877   | 17º     | 1     |
| 16º  | 76 | Loris Baz             | Ten Kate Racing - Yamaha | Yamaha YZF R1        | 20   | +47.901   | 15º     |       |
| 17º  | 20 | Sylvain Barrier       | Brixx Performance        | Ducati Panigale V4 R | 20   | +1'00.704 | 20º     |       |
| 18º  | 52 | Alessandro Delbianco  | Althea Mie Racing        | Honda CBR1000RR      | 20   | +1'00.767 | 19º     |       |
| 19º  | 23 | Ryūichi Kiyonari      | Moriwaki Althea Honda    | Honda CBR1000RR      | 20   | +1'09.039 | 18º     |       |

#### Ritirato
| Nº | Pilota         | Squadra       | Motocicletta         | Giri | Griglia |
| -- | -------------- | ------------- | -------------------- | ---- | ------- |
| 50 | Eugene Laverty | Team Goeleven | Ducati Panigale V4 R | 12   | 14º     |

### Gara Superpole

#### Arrivati al traguardo
| Pos. | Nº | Pilota                | Squadra                  | Motocicletta         | Giri | Tempo     | Griglia | Punti |
| ---- | -- | --------------------- | ------------------------ | -------------------- | ---- | --------- | ------- | ----- |
| 1º   | 1  | Jonathan Rea          | Kawasaki Racing          | Kawasaki ZX-10RR     | 10   | 17'00.806 | 1º      | 12    |
| 2º   | 19 | Álvaro Bautista       | Aruba.it Racing - Ducati | Ducati Panigale V4 R | 10   | +2.103    | 6º      | 9     |
| 3º   | 22 | Alex Lowes            | Pata Yamaha              | Yamaha YZF R1        | 10   | +2.384    | 5º      | 7     |
| 4º   | 54 | Toprak Razgatlıoğlu   | Turkish Puccetti Racing  | Kawasaki ZX-10RR     | 10   | +4.053    | 13º     | 6     |
| 5º   | 91 | Leon Haslam           | Kawasaki Racing          | Kawasaki ZX-10RR     | 10   | +4.318    | 4º      | 5     |
| 6º   | 60 | Michael van der Mark  | Pata Yamaha              | Yamaha YZF R1        | 10   | +5.423    | 10º     | 4     |
| 7º   | 66 | Tom Sykes             | BMW Motorrad             | BMW S1000 RR         | 10   | +6.287    | 2º      | 3     |
| 8º   | 11 | Sandro Cortese        | GRT Yamaha               | Yamaha YZF R1        | 10   | +7.340    | 3º      | 2     |
| 9º   | 76 | Loris Baz             | Ten Kate Racing - Yamaha | Yamaha YZF R1        | 10   | +7.462    | 15º     | 1     |
| 10º  | 7  | Chaz Davies           | Aruba.it Racing - Ducati | Ducati Panigale V4 R | 10   | +8.507    | 12º     |       |
| 11º  | 21 | Michael Ruben Rinaldi | Barni Racing             | Ducati Panigale V4 R | 10   | +12.834   | 11º     |       |
| 12º  | 81 | Jordi Torres          | Pedercini Racing         | Kawasaki ZX-10RR     | 10   | +13.077   | 7º      |       |
| 13º  | 33 | Marco Melandri        | GRT Yamaha               | Yamaha YZF R1        | 10   | +13.674   | 8º      |       |
| 14º  | 28 | Markus Reiterberger   | BMW Motorrad             | BMW S1000 RR         | 10   | +14.425   | 9º      |       |
| 15º  | 50 | Eugene Laverty        | Team Goeleven            | Ducati Panigale V4 R | 10   | +16.591   | 14º     |       |
| 16º  | 36 | Leandro Mercado       | Orelac Racing VerdNatura | Kawasaki ZX-10RR     | 10   | +20.413   | 16º     |       |
| 17º  | 13 | Takumi Takahashi      | Moriwaki Althea Honda    | Honda CBR1000RR      | 10   | +27.226   | 17º     |       |
| 18º  | 20 | Sylvain Barrier       | Brixx Performance        | Ducati Panigale V4 R | 10   | +29.744   | 20º     |       |
| 19º  | 52 | Alessandro Delbianco  | Althea Mie Racing        | Honda CBR1000RR      | 10   | +30.032   | 19º     |       |
| 20º  | 23 | Ryūichi Kiyonari      | Moriwaki Althea Honda    | Honda CBR1000RR      | 10   | +31.113   | 18º     |       |

### Gara 2

#### Arrivati al traguardo
| Pos. | Nº | Pilota                | Squadra                  | Motocicletta         | Giri | Tempo     | Griglia | Punti |
| ---- | -- | --------------------- | ------------------------ | -------------------- | ---- | --------- | ------- | ----- |
| 1º   | 19 | Álvaro Bautista       | Aruba.it Racing - Ducati | Ducati Panigale V4 R | 20   | 34'18.017 | 2º      | 25    |
| 2º   | 1  | Jonathan Rea          | Kawasaki Racing          | Kawasaki ZX-10RR     | 20   | +0.111    | 1º      | 20    |
| 3º   | 54 | Toprak Razgatlıoğlu   | Turkish Puccetti Racing  | Kawasaki ZX-10RR     | 20   | +4.576    | 4º      | 16    |
| 4º   | 22 | Alex Lowes            | Pata Yamaha              | Yamaha YZF R1        | 20   | +8.119    | 3º      | 13    |
| 5º   | 91 | Leon Haslam           | Kawasaki Racing          | Kawasaki ZX-10RR     | 20   | +8.185    | 5º      | 11    |
| 6º   | 76 | Loris Baz             | Ten Kate Racing - Yamaha | Yamaha YZF R1        | 20   | +11.187   | 9º      | 10    |
| 7º   | 60 | Michael van der Mark  | Pata Yamaha              | Yamaha YZF R1        | 20   | +11.217   | 6º      | 9     |
| 8º   | 33 | Marco Melandri        | GRT Yamaha               | Yamaha YZF R1        | 20   | +16.488   | 11º     | 8     |
| 9º   | 66 | Tom Sykes             | BMW Motorrad             | BMW S1000 RR         | 20   | +17.188   | 7º      | 7     |
| 10º  | 11 | Sandro Cortese        | GRT Yamaha               | Yamaha YZF R1        | 20   | +18.352   | 8º      | 6     |
| 11º  | 81 | Jordi Torres          | Pedercini Racing         | Kawasaki ZX-10RR     | 20   | +20.888   | 10º     | 5     |
| 12º  | 21 | Michael Ruben Rinaldi | Barni Racing             | Ducati Panigale V4 R | 20   | +26.491   | 13º     | 4     |
| 13º  | 28 | Markus Reiterberger   | BMW Motorrad             | BMW S1000 RR         | 20   | +28.061   | 12º     | 3     |
| 14º  | 50 | Eugene Laverty        | Team Goeleven            | Ducati Panigale V4 R | 20   | +30.993   | 15º     | 2     |
| 15º  | 36 | Leandro Mercado       | Orelac Racing VerdNatura | Kawasaki ZX-10RR     | 20   | +33.331   | 16º     | 1     |
| 16º  | 7  | Chaz Davies           | Aruba.it Racing - Ducati | Ducati Panigale V4 R | 20   | +39.825   | 14º     |       |
| 17º  | 13 | Takumi Takahashi      | Moriwaki Althea Honda    | Honda CBR1000RR      | 20   | +48.441   | 17º     |       |
| 18º  | 20 | Sylvain Barrier       | Brixx Performance        | Ducati Panigale V4 R | 20   | +53.560   | 20º     |       |
| 19º  | 23 | Ryūichi Kiyonari      | Moriwaki Althea Honda    | Honda CBR1000RR      | 20   | +56.409   | 18º     |       |
| 20º  | 52 | Alessandro Delbianco  | Althea Mie Racing        | Honda CBR1000RR      | 20   | +1'03.666 | 19º     |       |

### Supersport

#### Arrivati al traguardo
| Pos. | Nº | Pilota                | Squadra                       | Motocicletta     | Giri | Tempo     | Griglia | Punti |
| ---- | -- | --------------------- | ----------------------------- | ---------------- | ---- | --------- | ------- | ----- |
| 1º   | 64 | Federico Caricasulo   | Bardahl Evan Bros.            | Yamaha YZF R6    | 13   | 23'37.682 | 1º      | 25    |
| 2º   | 21 | Randy Krummenacher    | Bardahl Evan Bros.            | Yamaha YZF R6    | 13   | +0.333    | 2º      | 20    |
| 3º   | 44 | Lucas Mahias          | Kawasaki Puccetti Racing      | Kawasaki ZX-6R   | 13   | +0.645    | 3º      | 16    |
| 4º   | 16 | Jules Cluzel          | GMT94 Yamaha                  | Yamaha YZF R6    | 13   | +         | 8º      | 13    |
| 5º   | 86 | Ayrton Badovini       | Pedercini Racing              | Kawasaki ZX-6R   | 13   | +         | 6º      | 11    |
| 6º   | 94 | Corentin Perolari     | GMT94 Yamaha                  | Yamaha YZF R6    | 13   | +         | 13º     | 10    |
| 7º   | 78 | Hikari Ōkubo          | Kawasaki Puccetti Racing      | Kawasaki ZX-6R   | 13   | +         | 7º      | 9     |
| 8º   | 95 | Jules Danilo          | CIA Landlord Insurance Honda  | Honda CBR600RR   | 13   | +         | 9º      | 8     |
| 9º   | 84 | Loris Cresson         | Kallio Racing                 | Yamaha YZF R6    | 13   | +         | 14º     | 7     |
| 10º  | 71 | Miquel Pons           | H43 Team Nobby Talasur-Blumaq | Yamaha YZF R6    | 13   | +         | 10º     | 6     |
| 11º  | 56 | Péter Sebestyén       | CIA Landlord Insurance Honda  | Honda CBR600RR   | 13   | +         | 15º     | 5     |
| 12º  | 61 | Gabriele Ruiu         | MPM WILSport Racedays         | Honda CBR600RR   | 13   | +         | 12º     | 4     |
| 13º  | 31 | Daniel Valle          | MS Racing                     | Yamaha YZF R6    | 13   | +         | 11º     | 3     |
| 14º  | 22 | Federico Fuligni      | MV Agusta Reparto Corse       | MV Agusta F3 675 | 13   | +         | 21º     | 2     |
| 15º  | 74 | Jaimie van Sikkelerus | MPM WILSport Racedays         | Honda CBR600RR   | 13   | +         | 19º     | 1     |
| 16º  | 30 | Glenn van Straalen    | EAB Racing                    | Kawasaki ZX-6R   | 13   | +         | 18º     |       |
| 17º  | 10 | Nacho Calero          | Orelac Racing VerdNatura      | Kawasaki ZX-6R   | 13   | +         | 16º     |       |
| 18º  | 47 | Rob Hartog            | Hartog - Against Cancer       | Kawasaki ZX-6R   | 13   | +         | 22º     |       |
| 19º  | 65 | Michael Canducci      | DK Motorsport                 | Yamaha YZF R6    | 12   | +1 giro   | 23º     |       |
| 20º  | 40 | Alen Győrfi           | Team Toth                     | Yamaha YZF R6    | 12   | +1 giro   | 26º     |       |
| 21º  | 67 | Gaetan Matern         | Flembbo Leader                | Kawasaki ZX-6R   | 12   | +1 giro   | 25º     |       |

#### Ritirati
| Nº | Pilota           | Squadra                 | Motocicletta     | Giri | Griglia |
| -- | ---------------- | ----------------------- | ---------------- | ---- | ------- |
| 3  | Raffaele De Rosa | MV Agusta Reparto Corse | MV Agusta F3 675 | 12   | 5º      |
| 6  | María Herrera    | Kallio Racing           | Yamaha YZF R6    | 6    | 20º     |
| 32 | Isaac Viñales    | Kallio Racing           | Yamaha YZF R6    | 5    | 4º      |
| 4  | Christian Stange | Gemar - Ciociaria Corse | Honda CBR600RR   | 3    | 17º     |
| 11 | Kyle Smith       | Pedercini Racing        | Kawasaki ZX-6R   | 3    | 27º     |

#### Squalificato
| Nº | Pilota          | Squadra                 | Motocicletta   | Giri | Griglia |
| -- | --------------- | ----------------------- | -------------- | ---- | ------- |
| 53 | Gianluca Sconza | Gemar - Ciociaria Corse | Honda CBR600RR | 9    | 24º     |

### Supersport 300

#### Arrivati al traguardo
| Pos. | Nº | Pilota                 | Squadra                                  | Motocicletta       | Giri | Tempo     | Griglia | Punti |
| ---- | -- | ---------------------- | ---------------------------------------- | ------------------ | ---- | --------- | ------- | ----- |
| 1º   | 95 | Scott Deroue           | Motoport Kawasaki                        | Kawasaki Ninja 400 | 11   | 21'24.195 | 4º      | 25    |
| 2º   | 18 | Manuel González        | Kawasaki ParkinGO                        | Kawasaki Ninja 400 | 11   | +0.153    | 1º      | 20    |
| 3º   | 1  | Ana Carrasco           | Kawasaki Provec                          | Kawasaki Ninja 400 | 11   | +2.850    | 3º      | 16    |
| 4º   | 42 | Marc García            | DS Junior                                | Kawasaki Ninja 400 | 11   | +2.897    | 7º      | 13    |
| 5º   | 25 | Andy Verdoïa           | BCD Yamaha MS Racing                     | Yamaha YZF-R3      | 11   | +3.366    | 5º      | 11    |
| 6º   | 22 | Mykyta Kalinin         | Nutec - RT Motorsports by SKM - Kawasaki | Kawasaki Ninja 400 | 11   | +3.606    | 21º     | 10    |
| 7º   | 36 | Beatriz Neila          | BCD Yamaha MS Racing                     | Yamaha YZF-R3      | 11   | +4.808    | 9º      | 9     |
| 8º   | 55 | Galang Hendra Pratama  | Semakin Di Depan Biblion Motoxracing     | Yamaha YZF-R3      | 11   | +4.828    | 15º     | 8     |
| 9º   | 64 | Kevin Sabatucci        | Trasimeno Yamaha                         | Yamaha YZF-R3      | 11   | +4.857    | 22º     | 7     |
| 10º  | 72 | Victor Steeman         | Freudenberg KTM Junior                   | KTM RC 390 R       | 11   | +5.102    | 2º      | 6     |
| 11º  | 71 | Tom Edwards            | Kawasaki ParkinGO                        | Kawasaki Ninja 400 | 11   | +5.405    | 26º     | 5     |
| 12º  | 26 | Joel Kelso             | Nutec - RT Motorsports by SKM - Kawasaki | Kawasaki Ninja 400 | 11   | +5.561    | 13º     | 4     |
| 13º  | 97 | Maximilian Kappler     | Freudenberg KTM                          | KTM RC 390 R       | 11   | +5.603    | 18º     | 3     |
| 14º  | 41 | Jan-Ole Jähnig         | Freudenberg KTM Junior                   | KTM RC 390 R       | 11   | +5.956    | 20º     | 2     |
| 15º  | 46 | Samuel Di Sora         | Flembbo Leader                           | Kawasaki Ninja 400 | 11   | +6.110    | 11º     | 1     |
| 16º  | 10 | Unai Orradre           | BCD Yamaha MS Racing                     | Yamaha YZF-R3      | 11   | +7.643    | 14º     |       |
| 17º  | 66 | Dion Otten             | Scuderia Maranga Racing                  | Kawasaki Ninja 400 | 11   | +15.804   | 31º     |       |
| 18º  | 14 | Enzo de la Vega        | MHP Racing-Patrick Pons                  | Yamaha YZF-R3      | 11   | +15.879   | 34º     |       |
| 19º  | 64 | Hugo De Cancellis      | Trasimeno Yamaha                         | Yamaha YZF-R3      | 11   | +15.960   | 28º     |       |
| 20º  | 21 | Borja Sánchez          | Scuderia Maranga Racing                  | Kawasaki Ninja 400 | 11   | +16.162   | 17º     |       |
| 21º  | 30 | Daniel Blin            | Terra e Moto                             | Yamaha YZF-R3      | 11   | +16.250   | 16º     |       |
| 22º  | 7  | Eliton Gohara Kawakami | BCD Yamaha MS Racing                     | Yamaha YZF-R3      | 11   | +16.285   | 23º     |       |
| 23º  | 23 | Paolo Giacomini        | Kawasaki GP Project                      | Kawasaki Ninja 400 | 11   | +16.328   | 29º     |       |
| 24º  | 57 | Livio Loi              | 2R Racing                                | Kawasaki Ninja 400 | 11   | +16.685   | 19º     |       |
| 25º  | 27 | Filippo Rovelli        | Kawasaki ParkinGO                        | Kawasaki Ninja 400 | 11   | +16.723   | 27º     |       |
| 26º  | 52 | Oliver König           | ACCR Czech Talent Team - Willi Race      | Kawasaki Ninja 400 | 11   | +18.546   | 30º     |       |
| 27º  | 3  | Mateo Pedeneau         | MHP Racing-Patrick Pons                  | Yamaha YZF-R3      | 11   | +27.259   | 32º     |       |
| 28º  | 44 | Tom Bramich            | Carl Cox-RT Motorsports by SKM-Kawasaki  | Kawasaki Ninja 400 | 11   | +27.605   | 24º     |       |
| 29º  | 93 | Adrien Quinet          | TGP Racing                               | Honda CBR500R      | 11   | +29.723   | 35º     |       |

#### Ritirati
| Nº | Pilota             | Squadra                        | Motocicletta       | Giri | Griglia |
| -- | ------------------ | ------------------------------ | ------------------ | ---- | ------- |
| 13 | Dino Iozzo         | Kawasaki GP Project            | Kawasaki Ninja 400 | 9    | 25º     |
| 88 | Bruno Ieraci       | Kawasaki GP Project            | Kawasaki Ninja 400 | 8    | 6º      |
| 15 | Manuel Bastianelli | Prodina Ircos Kawasaki         | Kawasaki Ninja 400 | 5    | 8º      |
| 69 | Jeffrey Buis       | MTM Racing                     | Kawasaki Ninja 400 | 1    | 12º     |
| 17 | Koen Meuffels      | Kawasaki Motoport              | Kawasaki Ninja 400 | 1    | 10º     |
| 54 | Bahattin Sofuoğlu  | Turkish Puccetti Racing by TSM | Kawasaki Ninja 400 | 1    | 33º     |